# تشارلز مونتجومري
تشارلز مونتجومري (بالإنجليزية: Charles Montgomery)‏ هو ضابط بحري بريطاني، ولد في 12 أبريل 1955 في روثرهام ‏ في المملكة المتحدة.